# Камынин, Владимир Дмитриевич
Влади́мир Дми́триевич Камы́нин (род. 26 апреля 1950, Тамбов) — советский и российский историк. Доктор исторических наук (1990), профессор (1993). Профессор кафедры теории и истории международных отношений Уральского федерального университета имени Первого президента РФ Б. Н. Ельцина. Заслуженный работник высшей школы РФ.

## Биография
Родился 26 апреля 1950 года в городе Тамбове.
В 1972 году окончил исторический факультет Уральского государственного университета.
В 1977 году в Московском историко-архивном институте защитил диссертацию на соискание учёной степени кандидата исторических наук по теме «Исторические источники о росте производственной активности рабочего класса Урала в первые годы индустриализации (1926—1929 гг.)».
В 1984 году присвоено учёное звание доцента.
В 1990 году в Институте истории и археологии УрО АН СССР защитил диссертацию на соискание учёной степени доктора исторических наук по теме «Советская историография рабочих Урала в 1917-30-е гг.».
В 1993 году присвоено профессорское звание.
С 1993 года — профессор кафедры теории и истории международных отношений Уральского федерального университета имени Первого президента РФ Б. Н. Ельцина. С 1999 года — заведующий кафедрой глобальных и региональных интеграционных процессов отделения международных отношений.
В 1997 году прошёл стажировку в Аугсбургском университете (Германия).
В 1998 году руководил подготовкой историографического и краеведческого проблемно-тематического блока Уральской исторической энциклопедии — фундаментального научно-академического издания.
Также является заведующим кафедрой гуманитарного образования в Специализированном учебно-научном центре УрГУ (лицее).

## Научная деятельность
- В своих трудах В. Д. Камынин разрабатывает малоизученные вопросы истории и историографии России и Урала в XX в., а также методологические проблемы исторической науки[1].
- В. Д. Камыниным подготовлены один доктор и 5 кандидатов исторических наук, опубликовано свыше 120 научных работ, в том числе более 10 монографий, учебников и учебных пособий.

Выступил с критикой концепции Марка Семёновича Солонина, приведя последнего в пример, как одного из авторов исторической публицистики, которые, используя опубликованные в постсоветский период различными издательствами документы и эмигрантскую литературу либерального толка, пытаются изложить «сенсационные факты».

## Научные труды
- Историография рабочего класса Урала переходного периода: 1917—1937. Свердловск, 1987;
- История Урала. XX век. Кн.2 / Под ред. Б. В. Личмана и В. Д. Камынина. Екатеринбург, 1997;
- Урал накануне великих потрясений 1917 года (историографический очерк). Тюмень, 1997 (в соавторстве);
- Историческая наука России в преддверии третьего тысячелетия. Тюмень, 1999 (в соавторстве)[4];
- Очерки современной историографии истории России с древнейших времен до начала XX в. Тюмень, 2003;
- Проблемы политической и экономической истории Урала в 20-е гг. XX в. в отечественной историографии. Екатеринбург, 2004 (в соавт. с Е. А. Цыпиной);
- Управление промышленностью Урала в 1917 — начале 1930-х гг. : (очерки историографии проблемы). Екатеринбург; Салехард, 2005 (в соавт.);
- История рабочих Урала в 20-30-е гг. XX в. в отечественной историографии. М. ; Екатеринбург, 2008.

## Награды
- Заслуженный работник высшей школы Российской Федерации (2009).
- Почётное звание «Основатель научной школы»
- Gold medal «European Quality» (Золотая медаль «Европейское качество»)